# Herzogshut der Fürsten von Liechtenstein

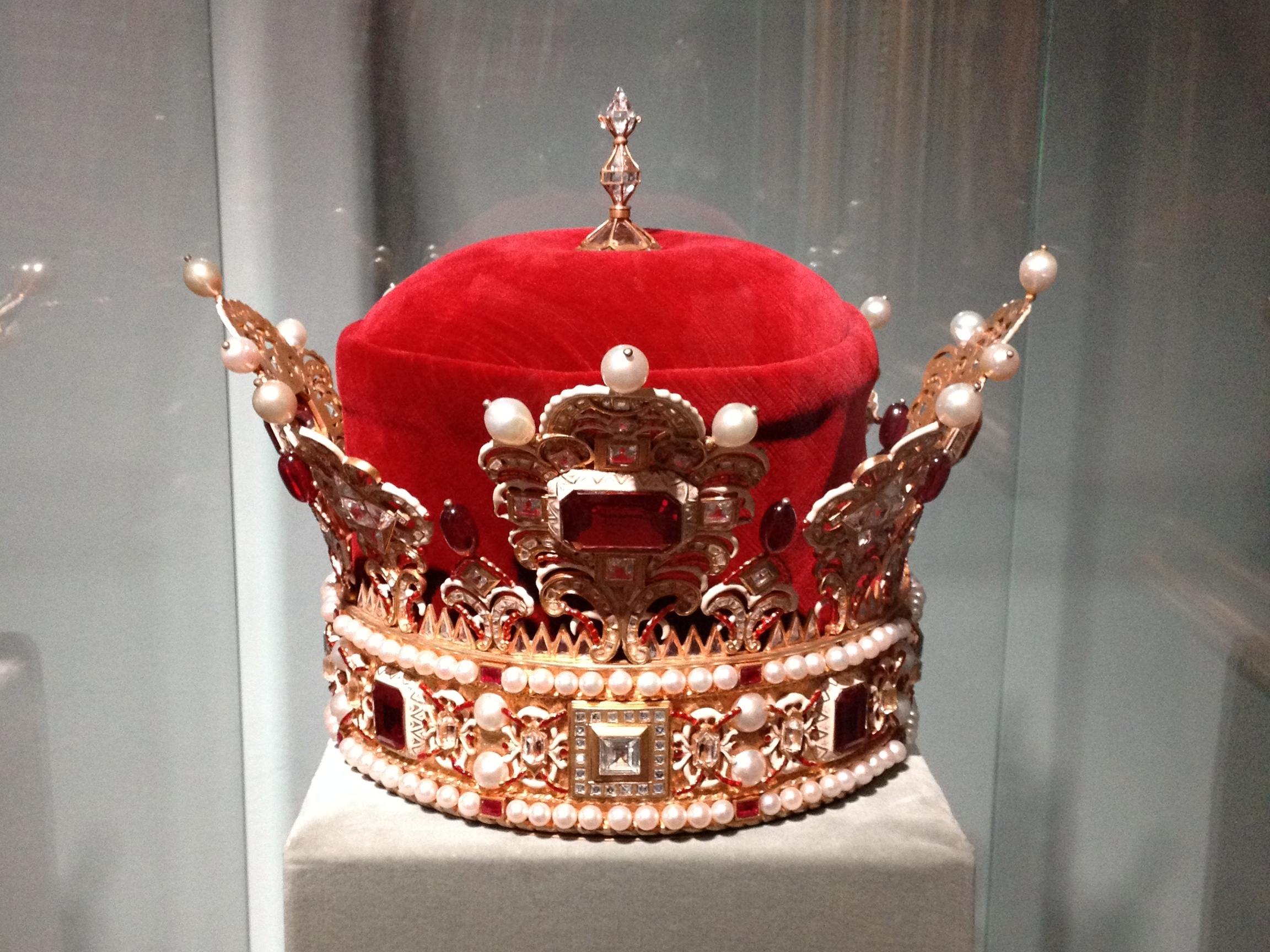
Der Herzogshut im Liechtensteinischen Landesmuseum vor dem Umzug in die Schatzkammer (2014)

Der Herzogshut der Fürsten von Liechtenstein ist ein Insigne aus dem 17. Jahrhundert. Der originale Herzogshut bestand aus Gold, Diamanten und Perlen aus der fürstlichen Schatzkammer des Hauses Liechtenstein. Nach seinem zeitweiligen Verschwinden ist der Herzogshut heute in Form eines Replikats wieder vorhanden.

## Geschichte

### Der originale Herzogshut

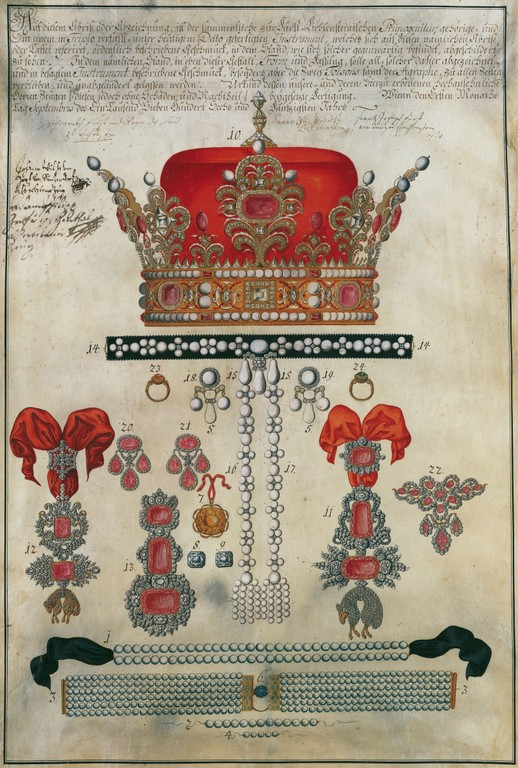
Abbildung des Herzogshuts neben anderen Insignien auf einer Gouache von 1756

1614 erlangte Fürst Karl I. von Liechtenstein das Herzogtum Troppau. Dadurch wurde er Landesherr und wollte diese Würde durch Insignien ausdrücken. Der neue Herzog von Troppau konnte sich aufgrund politischer Schwierigkeiten jedoch bis um 1622 nicht endgültig durchsetzen. Nachdem er am 13. Mai 1623 auch noch das Herzogtum Jägerndorf als Manneslehen erhielt, bestellte er im gleichen Jahr beim Juwelier und Händler Daniel de Briers in Frankfurt am Main eine Herzogskrone und ein Herzogsschwert.
Im Herbst 1626 wurde die fertige Krone abgeliefert. Die Lilienzackenkrone war mit Perlen, Rubinen und Diamanten besetzt. Auf dem roten Hut war eine Spitze aus Diamanten befestigt. Der Stirnreif war oben und unten mit je einer Reihe Perlen gesäumt, die von rechteckigen Rubinen unterbrochen waren. Vier vornübergeneigte, lilienförmige Zacken erhoben sich aus dem Stirnreif, flankiert von je zwei blütenförmigen Zacken. In der Mitte der Zacken prangte ein achteckiger Rubin, der von Perlen umgeben war. Aus der Endabrechnung kann geschlossen werden, dass der Stirnreif ursprünglich einen Pelzbesatz hatte.
Der Familienvertrag vom 1. September 1756 ist die letzte Erwähnung des Herzogshuts. Er ist frühestens seit dem Tod des Fürsten Josef Wenzel 1772 verschollen. Damals wurde der Fideikommissbehörde das Fehlen zweier Ringe aus dem Familienschmuck gemeldet. Dass der Herzogshut damals gefehlt hätte, ist aus dem Inventar nicht ersichtlich. Als sein Nachfolger Franz Josef I. 1781 starb, war die Krone allerdings nicht mehr vorhanden. Im Inventar der Fideikommissbehörde steht neben dem Herzogshut die lakonische Anmerkung „ist abgängig“.

### Späteres Replikat
1976 überreichten die Landesregierung und liechtensteinischen Gemeinden dem damaligen Fürsten, Franz Josef II., zum 70. Geburtstag ein Replikat des Herzogshuts. Es wurde im Liechtensteinischen Landesmuseum ausgestellt. 2015 erhielt der Herzogshut eine eigene Vitrine in der neueingerichteten Schatzkammer Liechtenstein.

## Liechtensteinische Jubiläumsbriefmarke
Aus Anlass des 300-Jahr-Jubiläums des Fürstentums gab die Liechtensteinische Post 2019 eine gestickte Briefmarke in der Form des Herzogshuts heraus. Diese Edition war auf 70'000 Stück limitiert. Zusätzlich wurden 2019 Stück einer Sonderedition zum Ankaufspreis von 300 Franken herausgegeben. Diese Briefmarken waren mit 24-karätigen Echtgoldfäden und acht Swarovski-Kristallen bestückt. Beide hatten einen Nominalwert von 6.30 Franken.